# Neil Primrose (Politiker)

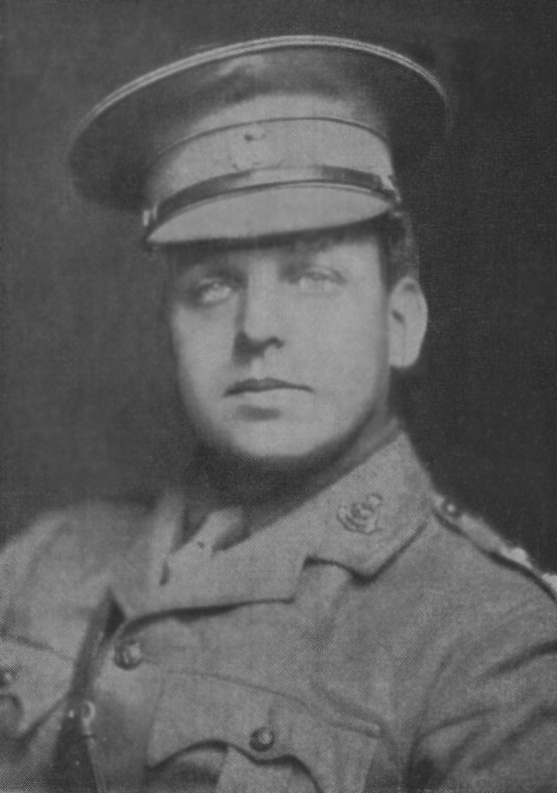
Captain Neil Primrose (1917)

Neil James Archibald Primrose, MC, PC (* 14. Dezember 1882 in Dalmeny House, Midlothian, Schottland; † 18. November 1917 in Gezer, Palästina) war ein britischer Politiker der Liberal Party, der zwischen 1910 und 1917 Mitglied des Unterhauses (House of Commons) war. Er fungierte zwischen 1915 und 1916 als Unterstaatssekretär im Außenministerium sowie von 1916 bis 1917 als Parlamentarischer Sekretär des Schatzamtes.

## Leben

### Familiäre Herkunft, Unterhausabgeordneter und Erster Weltkrieg

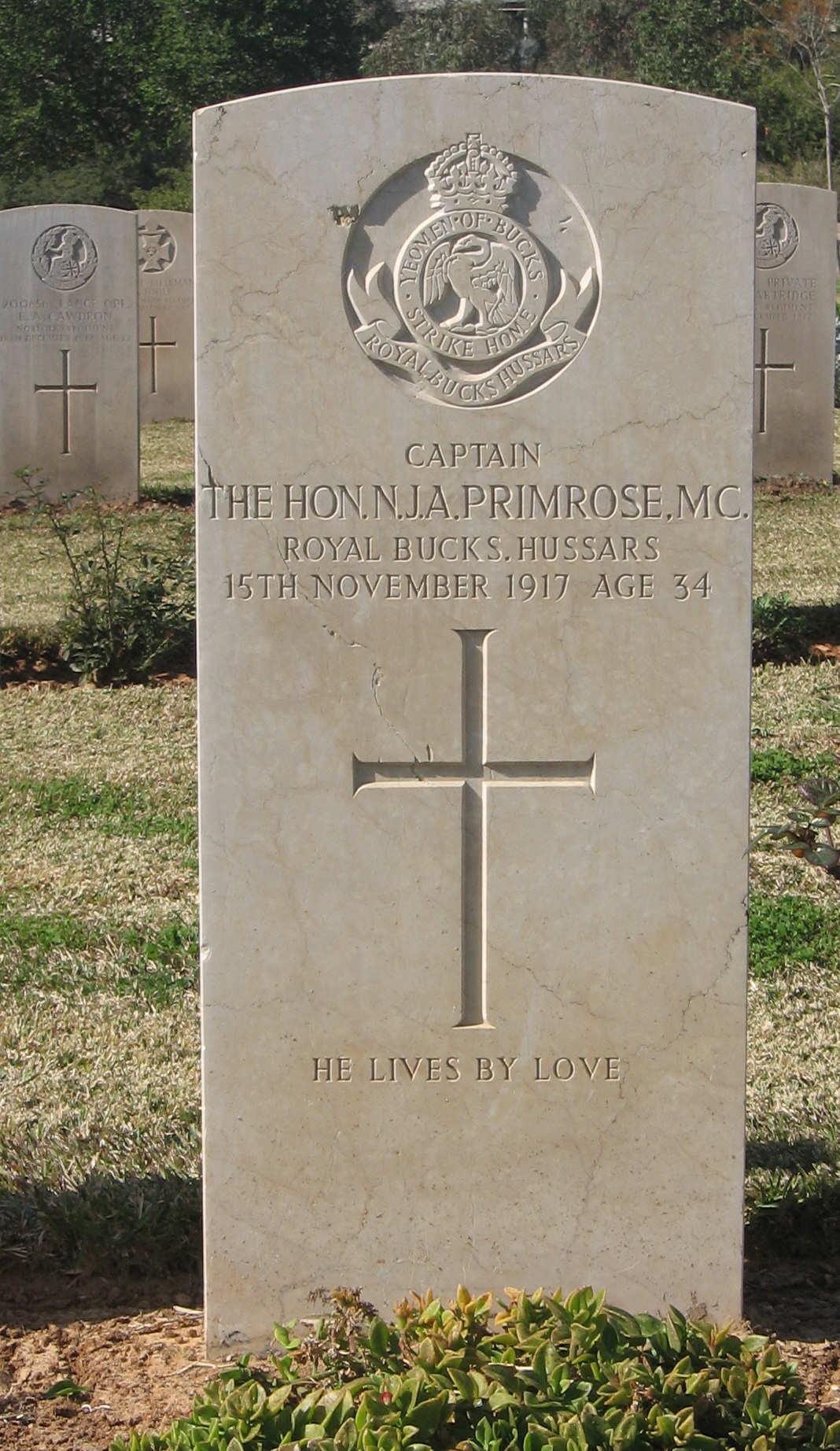
Grabstein von Hauptmann Neil Primrose auf dem Militärfriedhof in Ramla.

Neil James Archibald Primrose war eines von vier Kindern des Politikers Archibald Primrose, 5. Earl of Rosebery, der zwischen 1894 und 1895 Premierminister war, und dessen Ehefrau Hannah de Rothschild, die nach dem Tode ihres Vaters Mayer Amschel de Rothschild, eines Sohnes des Bankiers Nathan Mayer Rothschild, 1874 die reichste Frau Großbritanniens wurde. Seine älteste Schwester Lady Sybil Myra Caroline Primrose heiratete General Sir Charles Grant. Seine ältere Schwester Lady Margaret Etrenne Hannah Primrose war die Ehefrau des Politikers Robert Crewe-Milnes, 1. Marquess of Crewe, der unter anderem Lord Lieutenant of Ireland, Lord President of the Council sowie Lordsiegelbewahrer war. Sein elf Monate älterer Bruder Harry Edward Harry Mayer Archibald Primrose, war in seiner Jugend ein First-Class Cricketspieler, erbte 1929 die Titel als 6. Earl of Rosebery sowie als 2. Earl of Midlothian und fungierte 1945 für einige Monate als Minister für Schottland.
Nach dem Besuch des renommierten Eton College absolvierte Primrose ein Studium an der University of Oxford, das mit einem Master of Arts (M.A.) beendete. Bei der Unterhauswahl vom 15. Januar bis 10. Februar 1910 wurde er für die Liberal Party im Wahlkreis Wisbech als Nachfolger von Arthur Cecil Tyrrell Beck erstmals zum Mitglied des Unterhauses (House of Commons) gewaählt und gehörte diesem nach seiner Wiederwahl bei der Unterhauswahl vom 3. bis 19. Dezember 1910 bis zu seinem Tode am 18. November 1917 an. Er nahm am Ersten Weltkrieg teil und wurde zuletzt zum Hauptmann (Captain) der Royal Buckinghamshire Yeomanry (Buckinghamshire Hussars) befördert, denen er seit 1909 angehörte. Für seine Verdienste wurde er mit dem Military Cross (MC) ausgezeichnet.

### Juniorminister, Ehe und Nachkommen
In der zweiten Regierung Asquith fungierte Neil Primrose zwischen 1915 und 1916 als Unterstaatssekretär im Außenministerium (Under-Secretary, Foreign Affairs). Am 10. Dezember 1916 übernahm er in der Regierung Lloyd George den Posten als Parlamentarischer Sekretär des Schatzamtes (Parliamentary Secretary of Treasury) und bekleidete diesen bis zu seiner Ablösung durch Freddie Guest am 2. März 1917. Er war zugleich zwischen Dezember 1916 und März 1917 Gemeinsamer Parlamentarischer Geschäftsführer (Joint Chief Whip) der Regierungsfraktion im Unterhaus. Am 13. Juni 1917 wurde er zum Mitglied des Geheimen Kronrates (Privy Council) ernannt.
Am 7. April 1915 heiratete Neil Primrose Lady Victoria Alice Louise Stanley (1892–1927), Tochter des zweimaligen Kriegsministers Edward Stanley, 17. Earl of Derby und Lady Alice Maude Olivia Montagu. Aus dieser Ehe ging die Tochter Ruth Alice Hannah Mary Primrose (1916–1989) hervor, die mit Charles Wood, 2. Earl of Halifax verheiratet. Primrose verstarb am 18. November 1917 an den Folgen der Verletzungen, die er während seiner Kampfeinsätze im Ersten Weltkrieg in Gezer, Palästina erlitten hatte.